# 妥协
妥协是在不同缔约方之间达成协议，每一缔约方放弃了部分需求 。在论据上，妥协是一个通过交流，通过相互接受磨合条款来达成目标或愿望的有所偏差。 在诸如 博弈论和 投票 系统之类的领域中，定义和找到最佳折中方案是一个重要的问题。
在国际政治中，最经常讨论的妥协通常被视为与独裁者的邪恶交易，例如内维尔·张伯伦的绥靖政策与阿道夫·希特勒达成慕尼黑协议 。Margalit称这些为“烂妥协”。  在民主政治中，当代民主制度面临巨大挑战。  一般而言，政治妥协问题是政治伦理学的重要课题。

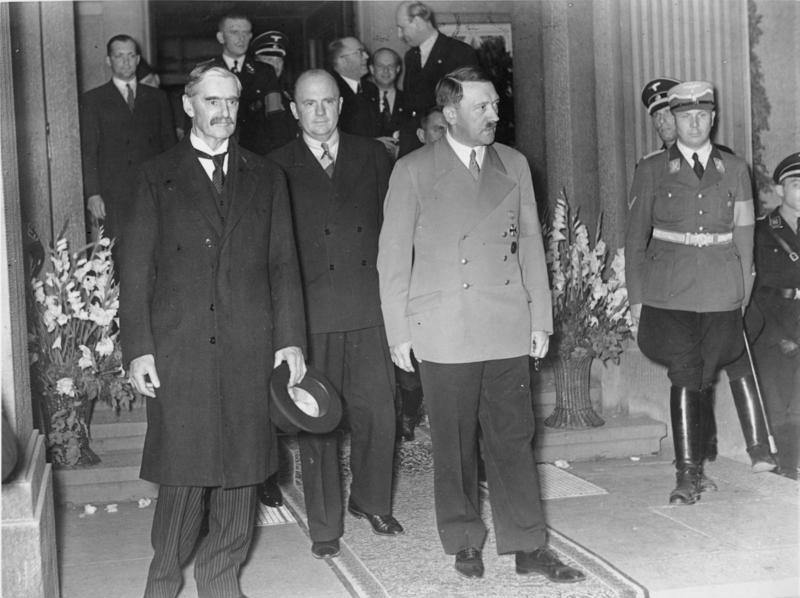
张伯伦（左）和希特勒，1938年。

在人与人之间的关系中，妥协被经常认为是一个不能两全的协议，当中没有任何缔约方是对其感到满意，因为所涉缔约方常常感到他们放弃了太多，或获得了太少。 在消极的定义下，妥协也被称为投降。 极端主义亦常常被视为妥协的反义词。与妥协相关联的词汇包括平衡和寬容。
研究表明， 通过仔细研究双方的利益，尤其是在谈判初期，往往可以找到互利互惠的结果。

最接近理想状态的多准则决策或多准则决策分析问题的折中解决方案可通过 VIKOR方法确定，该方法对己方提供了最大的效用，同时也让另外的缔约方减少损失和后悔的可能性。